# Les Bijoux de famille
Pour plus de détails, voir Fiche technique et Distribution.
Les Bijoux de famille est un film français réalisé par Jean-Claude Laureux, sorti en 1975.

## Synopsis
Georges Laffite, bourgeois de province, vient de mourir subitement : la famille se réunit pour l'enterrement en compagnie de la jeune veuve, Hélène. Au cours du dîner, le souvenir du défunt ne préoccupe plus les convives.

## Fiche technique
- Titre : Les Bijoux de famille
- Réalisation : Jean-Claude Laureux
- Scénario et dialogues : Michel Parmentier et Jean-Claude Laureux
- Photographie : Jean Orjollet
- Musique : Maurice Lecœur
- Son : Michel Vionnet
- Montage : Emmanuelle Castro
- Costumes : Corinne Jorry
- Production : F.F.C.M. - V.M. Productions
- Pays d'origine :  France
- Format : couleur — son monophonique — 35 mm
- Genre : comédie érotique
- Durée : 90 minutes
- Date de sortie : 
  - France : 5 mars 1975
- Film interdit aux moins de 18 ans lors de sa sortie en France[1], avant d'être réévalué en interdit aux moins de 16 ans[2] lors du changement de palier de classification en 1990.

## Distribution
- Françoise Brion : Hélène
- Corinne O'Brien : Juliette
- Michel Fortin : Marcel
- Jean-Gabriel Nordmann : Julien
- Gaëtan Bloom
- Alexandre Rignault
- André Chaumeau
- Jacqueline Staup

## Autour du film
- Box-office France : 512 549 entrées[3]